# Желтогорлая плюмажная котинга
Желтогорлая плюмажная котинга (лат. Iodopleura pipra) — вид воробьиных птиц из семейства титировых (ранее его традиционно помещали в семейство котинговых). Выделяют два подвида.

## Распространение

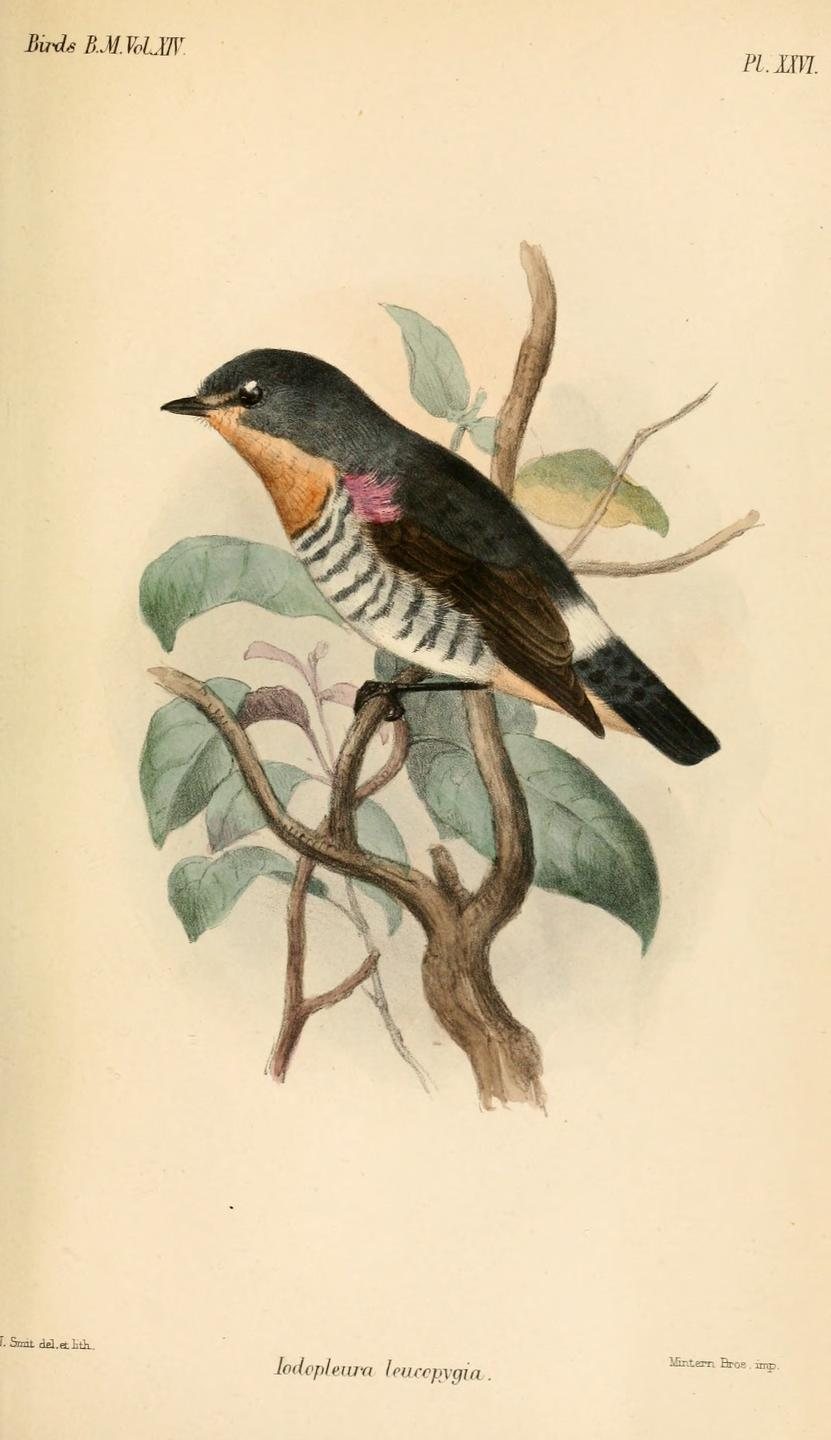
Самец I. p. leucopygia, иллюстрация Йосефа Смита, 1888

Эндемики Атлантического леса в восточной части Бразилии. Обитают во влажных лесах, а также на плантациях какао.

## Описание
Длина тела 9,5 см, вес 10 г. Крылья относительно длинные. Хвост короткий, клюв широкий.

## Биология
Питаются преимущественно ягодами омелы, некоторыми другими фруктами и мелкими насекомыми.

## Охранный статус
МСОП присвоил виду охранный статус EN. Угрозой считают возможную утрату мест обитания.

## Интересный факт
Первоначально вид был — ошибочно — описан как шриланкийский.